# 조쉬 린드블럼
조슈어 윌리엄 린드블럼(Joshua William Lindblom, 1987년 6월 15일 ~ )은 미국의 전 야구 선수이자, 현 내셔널 리그 밀워키 브루어스의 프런트이다.

## 선수 시절

### 미국 프로야구 시절
2011년에 LA 다저스에 입단하였다.

### 한국 프로야구 시절

#### 롯데 자이언츠시절
2015년에 셰인 유먼을 대체할 투수로 영입됐다. 그의 영입에는 당시 해외 스카우트였던 라이언 사도스키의 추천이 있었다.
2015 시즌에는 이닝이터 역할을 했다.
2015년에 리그 최다인 210이닝을 소화했고, QS 23회, 피안타율 0.250, WHIP 1.18을 기록했다. 시즌 후 일찌감치 연봉 120만 달러의 조건으로 재계약했는데 다음 해에 재계약할 경우 연봉 140만 달러에 계약한다는 옵션을 추가했고, 옵션을 행사하지 않는 경우 지급할 바이아웃을 20만 달러로 책정했다.
그러나 2016년 시즌에는 등판 경기마다 홈런을 많이 맞는 모습을 보여 고전을 면하지 못했다. 2016년 팀 내 투수 중 유일하게 두 자릿수 승을 기록했다.
시즌 후 보류 선수 명단에 포함됐지만 2016년 12월 8일 딸의 심장병으로 인해 재계약을 포기했다. 셋째 아이인 딸이 태아일 때부터 희귀 심장 질환이 발견돼 태어나자마자 수술을 받았고, 몇 차례 더 수술과 치료를 반복해야 한다는 판정이 나와 미국으로 돌아갔다. 그의 대체 선수로는 파커 마켈이 영입됐다.

### 미국 프로야구 복귀
2017년에 피츠버그 파이리츠와 마이너 계약을 하였다.

### 한국 프로야구 복귀

#### 롯데 자이언츠복귀
2017년 7월 13일에 닉 애디튼의 대체 선수로 전에 활동했던 그를 재영입했다. 그는 이 제안을 받아들였고, 며칠 뒤 한국에 입국하며 복귀했다. 팀에서 연봉 90만 달러로 축소된 계약을 제안했으며 그는 이 제안을 받아들였지만 구단이 140만 달러의 계약 옵션을 포기한 만큼 바이아웃 20만 달러를 지급해야 한다며 소송을 제기했으나 민사 소송에서 패소했다. 시즌 5승 3패, 3점대 평균자책점을 기록했다.

#### 두산 베어스시절
2017년 12월 11일에 더스틴 니퍼트를 대체할 외국인 투수로 영입되었다.

##### 2018년시즌
시즌 15승 4패, 2점대 평균자책점으로 세스 후랭코프와 함께 뛰어난 활약을 펼치며 팀의 4년 연속 한국시리즈 진출을 이끌었다. 이에 힘입어 외국인 선수 최초로 최동원상을 수상했다.

##### 2019년시즌
선발로만 20승 3패를 기록하며 2017년 더스틴 니퍼트의 선발 20승 이상 투수 최소 패(3패)와 타이 기록을 세웠지만 2020년 라울 알칸타라에 의해 경신됐다. 팀의 6번째 한국시리즈 우승에 일조했고, 외국인 선수 최초로 2년 연속 최동원상을 수상했다.

### 미국 프로야구 재복귀
2020년에 밀워키 브루어스에 입단하였다.

## 야구선수 은퇴 후
2023년부터 밀워키 브루어스의 프런트로 활동한다.

## 트리비아
- kt 위즈에서 활동했던 댄 블랙과는 퍼듀 대학교 시절에 야구부에서 함께했다.
- 독실한 개신교 신자이다.

## 별명
- 롯데 자이언츠 시절 최동원에 빗대어 '린동원'이라고 불렸다.
- 두산 베어스 시절 박철순에 빗대어 '린철순'이라고 불렸다.

## 연도별 투수 성적
| 연 도    | 소 속    | 등 판 | 선 발 | 완 투 | 완 봉 | 무 4 구 | 승 리 | 패 전 | 세 이 브 | 홀 드 | 승 률 | 타 자 | 이 닝 | 피 안 타 | 피 홈 런 | 볼 넷 | 고 4 | 몸 맞 | 탈 삼 진 | 폭 투 | 보 크 | 실 점 | 자 책 점 | 평 자 책 | W H I P |
| -------- | -------- | ----- | ----- | ----- | ----- | ------- | ----- | ----- | -------- | ----- | ----- | ----- | ----- | -------- | -------- | ----- | ---- | ----- | -------- | ----- | ----- | ----- | -------- | -------- | ------- |
| 2011년   | LAD      | 27    | 0     | 0     | 0     | 0       | 1     | 0     | 0        | 3     | 1.000 | 116   | 29.2  | 21       | 0        | 10    | 3    | 2     | 28       | 3     | 0     | 9     | 9        | 2.73     | 1.05    |
| 2012년   | LAD      | 48    | 0     | 0     | 0     | 0       | 2     | 2     | 0        | 15    | .500  | 197   | 47.2  | 42       | 9        | 18    | 0    | 3     | 43       | 1     | 0     | 16    | 16       | 3.02     | 1.26    |
| 2012년   | PHI      | 26    | 0     | 0     | 0     | 0       | 1     | 3     | 1        | 7     | .250  | 107   | 23.1  | 19       | 4        | 17    | 2    | 1     | 27       | 1     | 0     | 15    | 12       | 4.63     | 1.54    |
| '12 합계 | PHI      | 74    | 0     | 0     | 0     | 0       | 3     | 5     | 1        | 22    | .375  | 304   | 71.0  | 61       | 13       | 35    | 2    | 4     | 70       | 2     | 0     | 31    | 28       | 3.55     | 1.35    |
| 2013년   | TEX      | 8     | 5     | 0     | 0     | 0       | 1     | 3     | 0        | 0     | .250  | 137   | 31.1  | 35       | 4        | 11    | 2    | 0     | 21       | 2     | 0     | 19    | 19       | 5.46     | 1.47    |
| 2014년   | OAK      | 1     | 1     | 0     | 0     | 0       | 0     | 0     | 0        | 0     | ----  | 22    | 4.2   | 5        | 1        | 2     | 0    | 1     | 2        | 0     | 0     | 2     | 2        | 3.86     | 1.50    |
| 2015년   | 롯데     | 32    | 32    | 2     | 1     | 0       | 13    | 11    | 0        | 0     | .542  | 861   | 210.0 | 196      | 28       | 52    | 0    | 12    | 180      | 12    | 0     | 86    | 83       | 3.56     | 1.18    |
| 2016년   | 롯데     | 30    | 30    | 1     | 0     | 0       | 10    | 13    | 0        | 0     | .435  | 791   | 177.1 | 197      | 28       | 77    | 0    | 9     | 148      | 7     | 0     | 109   | 104      | 5.28     | 1.55    |
| MLB：4년 | MLB：4년 | 110   | 6     | 0     | 0     | 0       | 5     | 8     | 1        | 25    | .385  | 579   | 136.2 | 122      | 18       | 58    | 7    | 7     | 121      | 7     | 0     | 61    | 58       | 3.82     | 1.32    |
| KBO：2년 | KBO：2년 | 62    | 62    | 3     | 1     | 0       | 23    | 24    | 0        | 0     | .489  | 1652  | 387.1 | 393      | 56       | 129   | 0    | 21    | 328      | 19    | 0     | 195   | 187      | 4.35     | 1.35    |

- 2016년 기준